# Siebeneichhöfe
Siebeneichhöfe ist ein Gemeindeteil der Stadt Treuchtlingen im Landkreis Weißenburg-Gunzenhausen (Mittelfranken, Bayern). Siebeneichhöfe liegt in der Gemarkung Auernheim.

## Lage
Der Weiler liegt auf einer Waldlichtung, etwa sieben Kilometer westsüdwestlich von Treuchtlingen in einem Tal des Hahnenkamms in der Südlichen Frankenalb. Südwestlich befindet sich der Uhlberg, im Osten das Waldgebiet Grottenhof.
Bis zum 1. Januar 1974 war Siebeneichhöfe ein Gemeindeteil der damals selbständigen Gemeinde Zwerchstraß im Landkreis Donauwörth (ab dem 1. Juli 1972 Landkreis Nördlingen-Donauwörth, ab dem 1. Mai 1973 Landkreis Donau-Ries), danach wurde diese nach Wolferstadt eingegliedert. Am 1. Januar 1985 erfolgte die Umgemeindung nach Treuchtlingen.
Siebeneichhöfe ist erreichbar über die Staatsstraße 2216 von Treuchtlingen nach Auernheim. Von dort zweigt etwa 1,5 km vor Auernheim bei einem Sägewerk eine Gemeindeverbindungsstraße ab und führt zu dem Weiler.